# Namsos
Namsos – norweskie miasto i gmina leżąca w regionie Trøndelag.
Namsos jest 140. norweską gminą pod względem powierzchni. 1 stycznia 2020 roku gmina Namsos połączyła się z gminami Fosnes oraz Namdalseid.

## Demografia
Według danych z roku 2021 gminę zamieszkuje 15 096 osób. Gęstość zaludnienia wynosi 7,62 os./km². Pod względem zaludnienia Namsos zajmuje 88. miejsce wśród norweskich gmin.
| ludność stan na 4. kwartał 2020 |         |           |        |
|                                 | kobiety | mężczyźni | razem  |
| osób                            | 7589    | 7507      | 15 096 |
| %                               | 50,28%  | 49,72%    | 100%   |

| wykształcenie stan na 4. kwartał 2020, osoby powyżej 16 roku życia |        |         |        |        |
|                                                                    | podst. | średnie | wyższe | niezn. |
| osób                                                               | 2811   | 4368    | 3118   | 60     |
| %                                                                  | 27,14% | 42,17%  | 31,1%  | 0,57%  |

## Edukacja
Według danych z 2021:
- liczba szkół podstawowych (norw. grunnskolar): 12
- liczba uczniów szkół podst.: 1865[4]

## Władze gminy
Według danych na rok 2021 administratorem gminy (norw. rådmann) jest Jostein Grimstad, natomiast burmistrzem (norw. ordfører, d. borgermester) jest Arnhild Holstad.

## Urodzeni w Namsos
- Hanne Haugen Aas – norweska siatkarka, reprezentantka kraju.